# Pjotr Grigorjewitsch Grigorenko

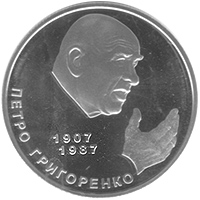
Konterfei von Pjotr Grigorenko auf einer 2-₴-Münze der Ukraine von 2007

Pjotr Grigorjewitsch Grigorenko (ukrainisch transkribierte Schreibweise Petro Hryhorenko; * 3. Oktoberjul. / 16. Oktober 1907greg. in Boryssiwka, Gouvernement Taurien, Russisches Kaiserreich; † 21. Februar 1987 in New York, USA) war ein sowjetischer Generalmajor, Dissident und Menschenrechtler ukrainischer Herkunft.

## Leben
Pjotr Grigorenko wurde in einer armen Bauernfamilie in Boryssiwka (heute im Rajon Berdjansk der ukrainischen Oblast Saporischschja) am Ufer des Asowschen Meeres geboren. Er arbeitete als Mechaniker, Feuerwehrmann und Lokomotivführer und wurde 1927 Mitglied der Kommunistischen Allunions-Partei (Bolschewiki) (WKP(B)), der späteren KPdSU. Zwischen 1929 und 1931 studierte er am Charkower Institut der Technologie und war Mitglied des Zentralkomitees der Komsomol der Ukraine.

### Offizier
1931 wurde er Berufssoldat in der Roten Armee und ab Herbst 1937 studierte er an der Generalstabsakademie. Am 23. Februar 1938 wurde er zum Major befördert. 1939 schloss er das Studium mit Auszeichnung ab.
Während des Deutsch-Sowjetischen Krieges diente er bei der Fernost- und bei der Baltischen Front und wurde zweimal verwundet. Am 2. Februar 1945 erhielt er den Rang eines Obersten.
Zwischen 1945 und 1961 war er in Forschung und Lehre an der Militärakademie M. W. Frunse beschäftigt. In dieser Zeit wurde er Kandidat der Militärwissenschaften, Professor für Kybernetik und Autor von 83 Werken über Militärgeschichte, -theorie und Kybernetik. 1959 beförderte man ihn zum Generalmajor.

### Dissident
In einer Rede auf einer Parteikonferenz in Moskau am 7. September 1961 kritisierte er den Stalinismus und die Politik Nikita Chruschtschows. Daraufhin erhielt er einen strengen Verweis, wurde seines Lehramts an der Militärakademie enthoben und in den Fernöstlichen Militärbezirk versetzt. Im Herbst 1963 gründete er, während eines Urlaubs in Moskau, die illegale „Union des Kampfes für die Wiederbelebung des Leninismus“ deren Mitglieder sich aus Grigorenkos Söhnen sowie einigen ihrer Freunde, Studenten und Offiziere, bestand.
Am 1. Februar 1964 wurde er vom KGB am Chabarowsker Flughafen zusammen mit seinen Söhnen festgenommen, nach Moskau gebracht und im Lefortowo-Gefängnis inhaftiert. Nachdem er nicht, wie verlangt, Reue zeigte und sich von seiner bisherigen Auffassung lossagte, wurde er unter dem Vorwurf antisowjetischer Tätigkeit degradiert, seiner Auszeichnungen und Pensionen beraubt, aus der KPdSU ausgeschlossen und für verrückt erklärt.
In den folgenden Jahren hatte er massiv unter weiterer Verfolgung zu leiden, wurde wiederholt verhaftet und zu psychiatrischen Behandlungen gezwungen. 1971 erstellte der ukrainische Psychiater Semen Hlusman ein psychiatrisches Gutachten über Grigorenko, in dem er zu dem Schluss kam, dass Grigorenko geistig gesund war und aus politischen Gründen in psychiatrischen Anstalten einsaß. Für seine Verweigerung, bei Grigorenko eine psychische Erkrankung zu diagnostizieren, wurde Hlusmann 1972 zu sieben Jahren Arbeitslager und drei Jahren Verbannung in Sibirien verurteilt. Auch eine Psychiater-Kommission in Taschkent bescheinigte Grigorenko ein „klares Bewußtsein“. Ein Ärzteteam des Serbski-Instituts in Moskau unter Leitung eines KGB-Oberst stellte bei Grigorenko jedoch eine angebliche „pathologische paranoide Persönlichkeitsentwicklung“ unter Vorhandensein reformerischer Ideen fest.
Unter anderem setzte sich Andrei Sacharow 1974 in einem Brief an den amerikanischen Präsidenten Richard Nixon und den sowjetischen Staats- und Parteichef Leonid Breschnew für die Freilassung von Grigorenko ein. Amnesty International erklärte Grigorenko 1975 zu einem gewaltlosen politischen Gefangenen (Prisoner of conscience).
Zwischen 1967 und 1969 stellte Grigorenko Kontakt zur ukrainischen Menschenrechtsbewegung her und unterstützte die krimtatarische nationale Bewegung. 1969 demonstrierte er gegen den sowjetischen Einmarsch in Prag.
Im Mai 1976 war er, neben Juri Orlow, Alexander Ginsburg und anderen, Gründungsmitglied der Moskauer Helsinki-Gruppe für Menschenrechte und von Februar bis November 1977 der inoffizielle Anführer der Gruppe. Über seinen engen Freund Mykola Rudenko trug er am 9. November 1976 zur Gründung der ukrainischen Helsinki-Gruppe bei.

### Emigrant
Nach westlichen Protesten erhielt Grigorenko als klinisch diagnostizierter Geisteskranker am 4. November 1977, unter dem Vorwand zur Behandlung zu seinem Sohn Andrei in die USA reisen zu können, ein Ausreisevisum. Nachdem er und seine Frau in den Vereinigten Staaten ankamen, wurde ihm am 13. Februar 1978 die sowjetische Staatsbürgerschaft entzogen und die Rückkehr in die Sowjetunion verboten. In den USA erhielt er die amerikanische Staatsbürgerschaft und schloss sich, zusammen mit Nadija Switlytschna und Leonid Pljuschtsch der Außenvertretung der ukrainischen Helsinki-Gruppe an.
1979 ließ er sich von einem Team aus Psychologen und Psychiatern der amerikanisch psychiatrischen Gesellschaft untersuchen, das nach einer genauen Untersuchung keinerlei Anzeichen einer psychischen Erkrankung bei ihm feststellen konnte.
Grigorenko erlitt 1983 während eines Vortrages in Kansas City einen Schlaganfall, von dem er sich nie ganz erholte. Seine letzten Lebensjahre verbrachte er bettlägerig in seinem Haus im New Yorker Stadtteil Queens und starb 79-jährig im Beth Israel Hospital in Manhattan. Pjotr Grigorenko wurde auf dem Friedhof der ukrainisch-orthodoxen St. Andrew Memorial Church in South Bound Brook in New Jersey beerdigt.

## Familie
Pjotr Grigorenko heiratete im September 1927 Maria Grigorenko. 1929 war die Geburt seines ersten Sohnes Anatoly. Im August 1934 starb der zweitgeborene Sohn Georg im Alter von sieben Monaten. Am 18. August 1935 kam ein weiterer Sohn zur Welt, der ebenfalls den Namen George erhielt. Am 1. Juli 1937 wurde Sohn Victor geboren. Im März 1943 ließ er sich von seiner ersten Frau scheiden und heiratete Sinaida Jegorowa. Im September 1945 kam Sohn Andrei zur Welt.

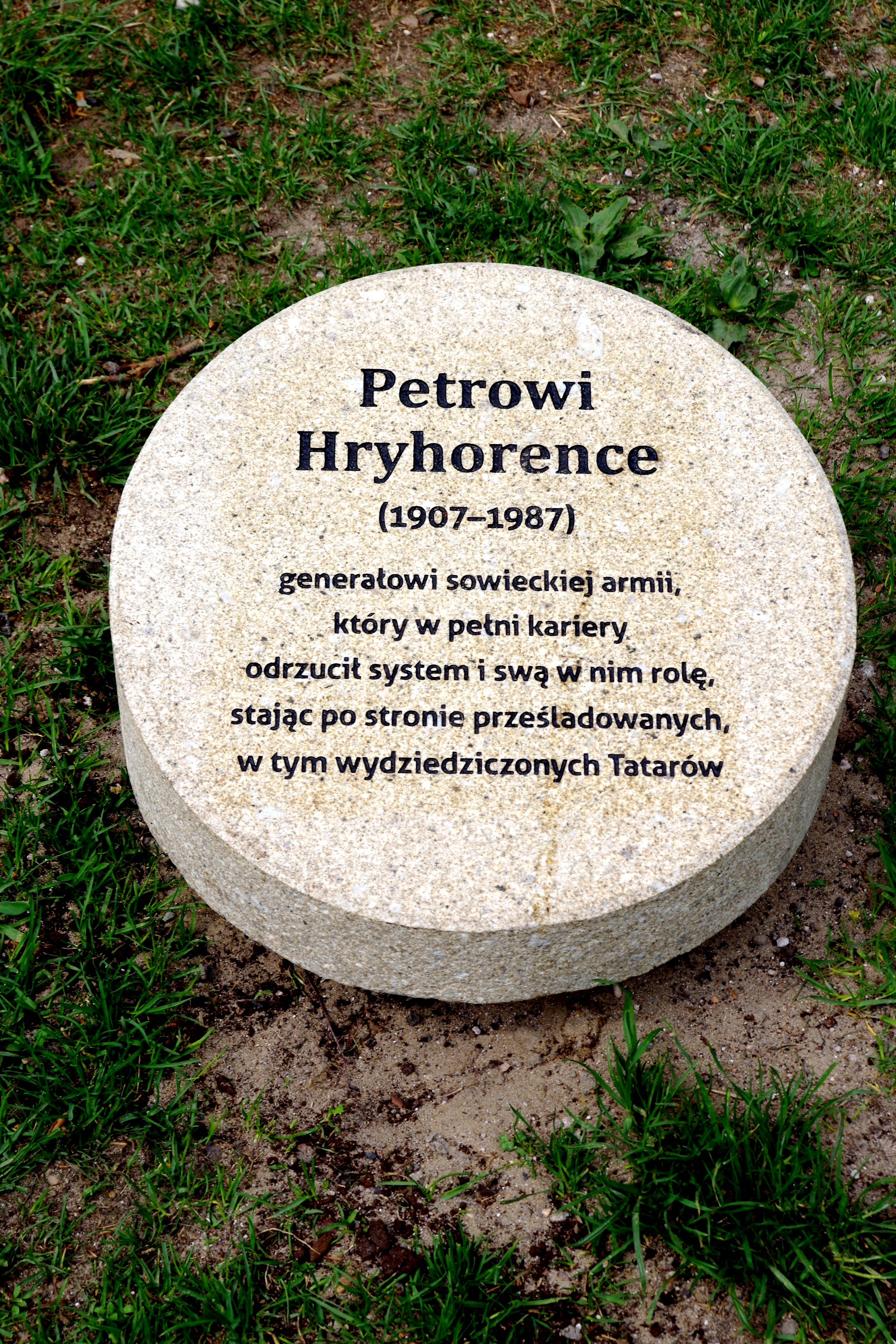
Gedenkstein für Pjotr Grigorenko auf dem Warschauer „Garten der Gerechten“

## Ehrungen
Pjotr Grigorenko erhielt zahlreiche sowjetische Orden und Ehrungen, die ihm später wieder aberkannt wurden, darunter den Leninorden, zwei Mal den Rotbannerorden sowie den Orden des Roten Sterns und den Orden des Vaterländischen Krieges I. Klasse.
Nach dem Zusammenbruch der Sowjetunion wurde er erneut auf verschiedene Weise geehrt: 1993 wurde im Stadtbezirk Darnyzja der ukrainischen Hauptstadt Kiew ein 3 km langer Prospekt nach Pjotr Grigorenko (ukrainisch Проспект Петра Григоренка) benannt.
Vom Präsidenten der Ukraine Leonid Kutschma wurde ihm im Oktober 1997 postum der ukrainische Orden für Tapferkeit 1. Klasse verliehen.
Am 17. Oktober 2007 gab die Nationalbank der Ukraine zu seinem Gedenken eine 2-Hrywnja-Münze heraus und am 7. April 2015 wurde ihm zum Gedenken im „Garten der Gerechten“ in Warschau ein Gedenkstein enthüllt und ein Baum gepflanzt.

## Veröffentlichungen (Auswahl)
- „Erinnerungen“; C. Bertelsmann Verlag, München, 1981
- „Aufzeichnungen aus Gefängnis und Irrenhaus“, Bern, Kuratorium Geistige Freiheit, 1970
- „Der sowjetische Zusammenbruch 1941“, Frankfurt am Main, Possev-Verlag, 1969
- „Genickschuß - die Rote Armee am 22. Juni 1941“, Pjotr Grigorenko, Alexander Moissejewitsch Nekritsch (russisch Алекса́ндр Моисе́евич Не́крич), Georges Haupt; Europa-Verlag, Wien/Frankfurt a. M./Zürich, 1969[23]